# Björkö, Torneå
Björkö (fi. Pirkkiö) är en ö, en by och en del av Torneå stad. I Björkö har funnits kyrklig verksamhet sedan åtminstone 1300-talet, den nuvarande Nedertorneå kyrka färdigställdes 1797. Till Björkö hör flera öar, bland andra den bebodda Oxö.